# Pintura do realismo

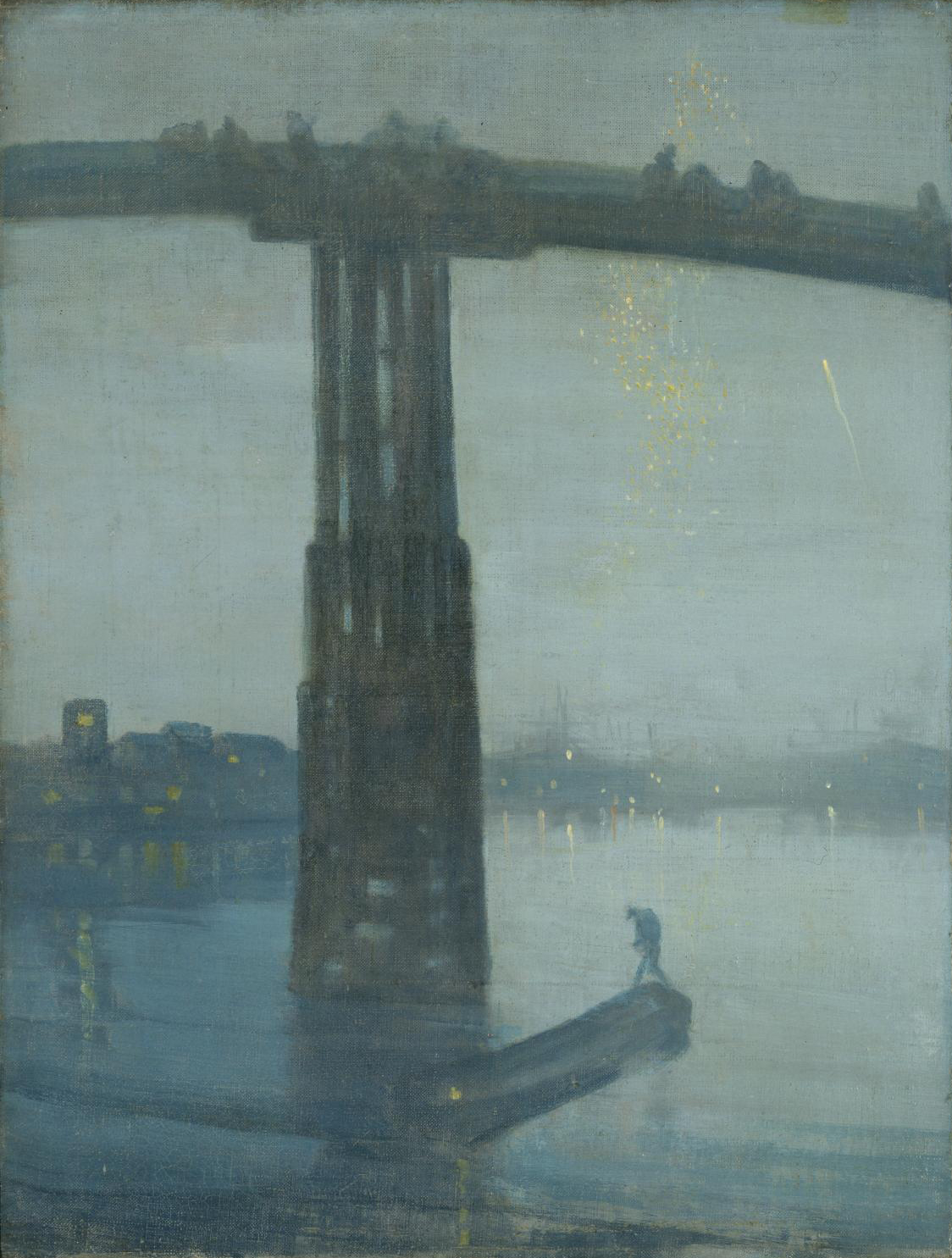
James Abbott McNeill Whistler, Noturno: Azul e Dourado - Old Battersea Bridge (1872), Tate Britain, Londres, Inglaterra

O realismo foi um movimento artístico que surgiu na França na década de 1840, por volta da Revolução de 1848. Os realistas rejeitaram o romantismo, que dominou a literatura e a arte francesas desde o início do século 19. O realismo se revoltou contra o assunto exótico e o emocionalismo e drama exagerados do movimento romântico. Em vez disso, procurou retratar pessoas e situações contemporâneas reais e típicas com verdade e precisão. Não evitou aspectos desagradáveis ou sórdidos da vida. O movimento visava focar em assuntos e eventos não idealizados que antes eram rejeitados na obra de arte. As obras realistas retratavam pessoas de todas as classes sociais em situações que surgem na vida cotidiana e muitas vezes refletiam as mudanças trazidas pelas Revoluções Industrial e Comercial. O realismo estava preocupado principalmente com a forma como as coisas apareciam aos olhos, em vez de conter representações ideais do mundo. A popularidade de tais trabalhos "realistas" cresceu com a introdução da fotografia - uma nova fonte visual que criou o desejo de as pessoas produzirem representações que parecessem objetivamente reais.
Os realistas retrataram assuntos e situações cotidianas em cenários contemporâneos e tentaram retratar indivíduos de todas as classes sociais de maneira semelhante. Paletas sombrias em tons de terra foram usadas para ignorar a beleza e a idealização que normalmente eram encontradas na arte. Esse movimento gerou polêmica porque criticou propositalmente os valores sociais e as classes altas, além de examinar os novos valores que vieram junto com a revolução industrial. O realismo é amplamente considerado como o início do movimento da arte moderna devido ao impulso para incorporar a vida moderna e a arte juntas.  O idealismo clássico e o emocionalismo e o drama românticos foram evitados igualmente, e muitas vezes elementos sórdidos ou desordenados dos assuntos não foram suavizados ou omitidos. O realismo social enfatiza a representação da classe trabalhadora e a trata com a mesma seriedade que outras classes na arte, mas o realismo, como evitar a artificialidade, no tratamento das relações e emoções humanas também era um objetivo do realismo. Tratamentos de assuntos de maneira heroica ou sentimental foram igualmente rejeitados.
O realismo como movimento artístico foi liderado por Gustave Courbet na França. Ele se espalhou pela Europa e foi influente pelo resto do século e além, mas à medida que foi adotado no mainstream da pintura, tornou-se menos comum e útil como um termo para definir o estilo artístico. Após a chegada do impressionismo e movimentos posteriores que rebaixaram a importância da pincelada ilusionista precisa, muitas vezes passou a se referir simplesmente ao uso de um estilo de pintura mais tradicional e mais apertado. Tem sido usado para uma série de movimentos e tendências posteriores na arte, alguns envolvendo cuidadosa representação ilusionista, como o fotorrealismo, e outros a representação de assuntos "realistas" em um sentido social, ou tentativas de ambos.

## Começo na França

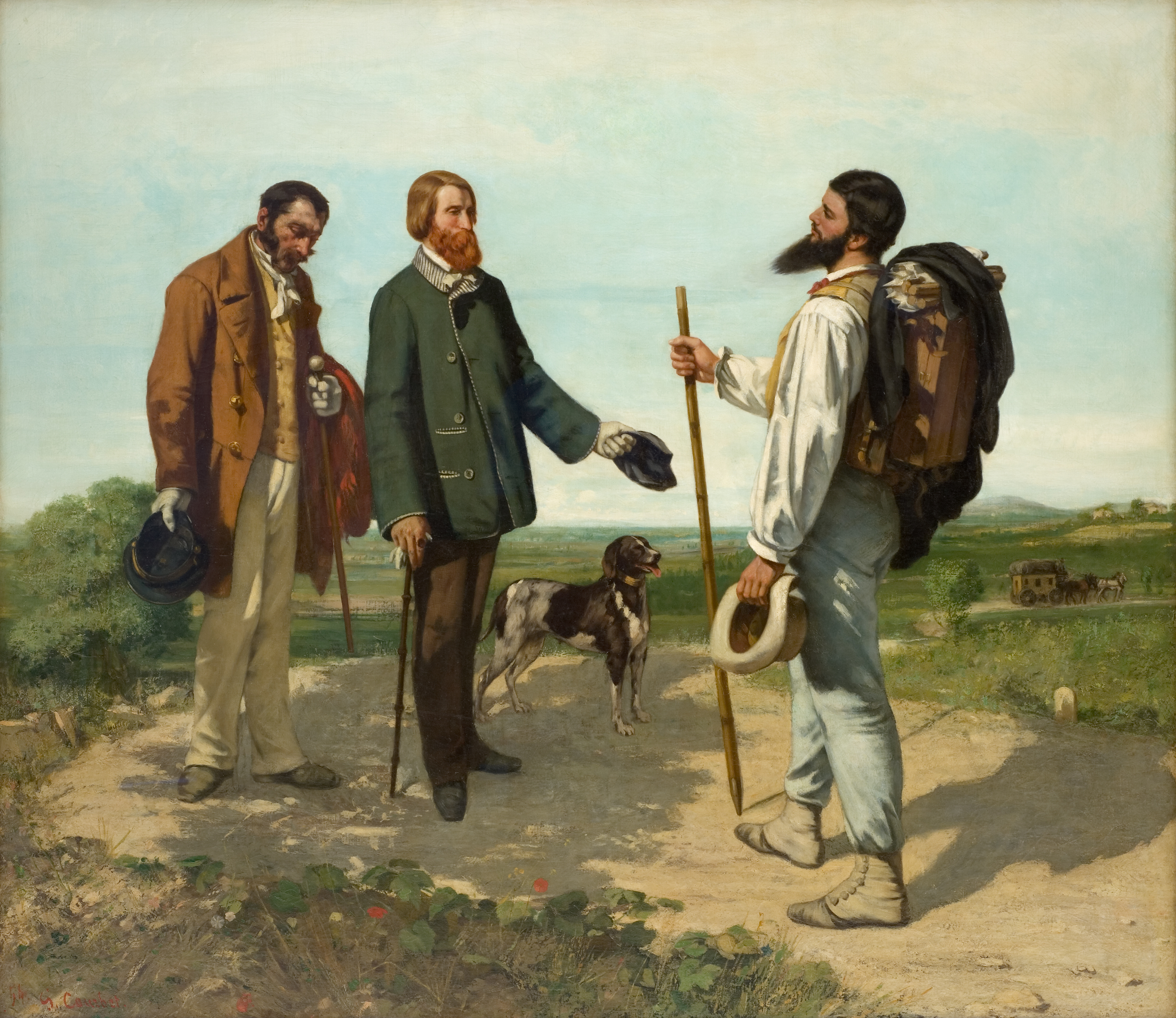
Bonjour, Monsieur Courbet, 1854. Uma pintura realista de Gustave Courbet.

O movimento realista começou em meados do século 19 como uma reação ao Romantismo e à pintura histórica. Em favor das representações da vida "real", os pintores realistas usavam trabalhadores comuns e pessoas comuns em ambientes comuns envolvidas em atividades reais como temas para suas obras. Os principais expoentes do realismo foram Gustave Courbet, Jean-François Millet, Honoré Daumier, e Jean-Baptiste-Camille Corot. Jules Bastien-Lepage está intimamente associado ao início do naturalismo, um estilo artístico que emergiu da fase posterior do movimento realista e anunciou a chegada do impressionismo. 
Os realistas usavam detalhes despretensiosos que retratavam a existência da vida contemporânea comum, coincidindo na literatura naturalista contemporânea de Émile Zola, Honoré de Balzac, e Gustave Flaubert.

Courbet foi o principal proponente do realismo e desafiou a pintura de história popular que foi favorecida na academia de arte patrocinada pelo estado. Suas pinturas inovadoras Um enterro em Ornans e The Stonebreakers retratavam pessoas comuns de sua região natal. Ambas as pinturas foram feitas em telas enormes que normalmente seriam usadas para pinturas históricas. Embora os primeiros trabalhos de Courbet emulassem a maneira sofisticada dos Velhos Mestres como Rembrandt e Ticiano, depois de 1848 ele adotou um estilo ousadamente deselegante inspirado em gravuras populares, letreiros de lojas e outros trabalhos de artesãos populares. Em The Stonebreakers, sua primeira pintura a criar polêmica, Courbet evitou a tradição pastoral de representar os seres humanos em harmonia com a natureza. Em vez disso, ele retratou dois homens justapostos a uma estrada pedregosa e sem charme. A ocultação de seus rostos enfatiza a natureza desumanizante de seu trabalho monótono e repetitivo.

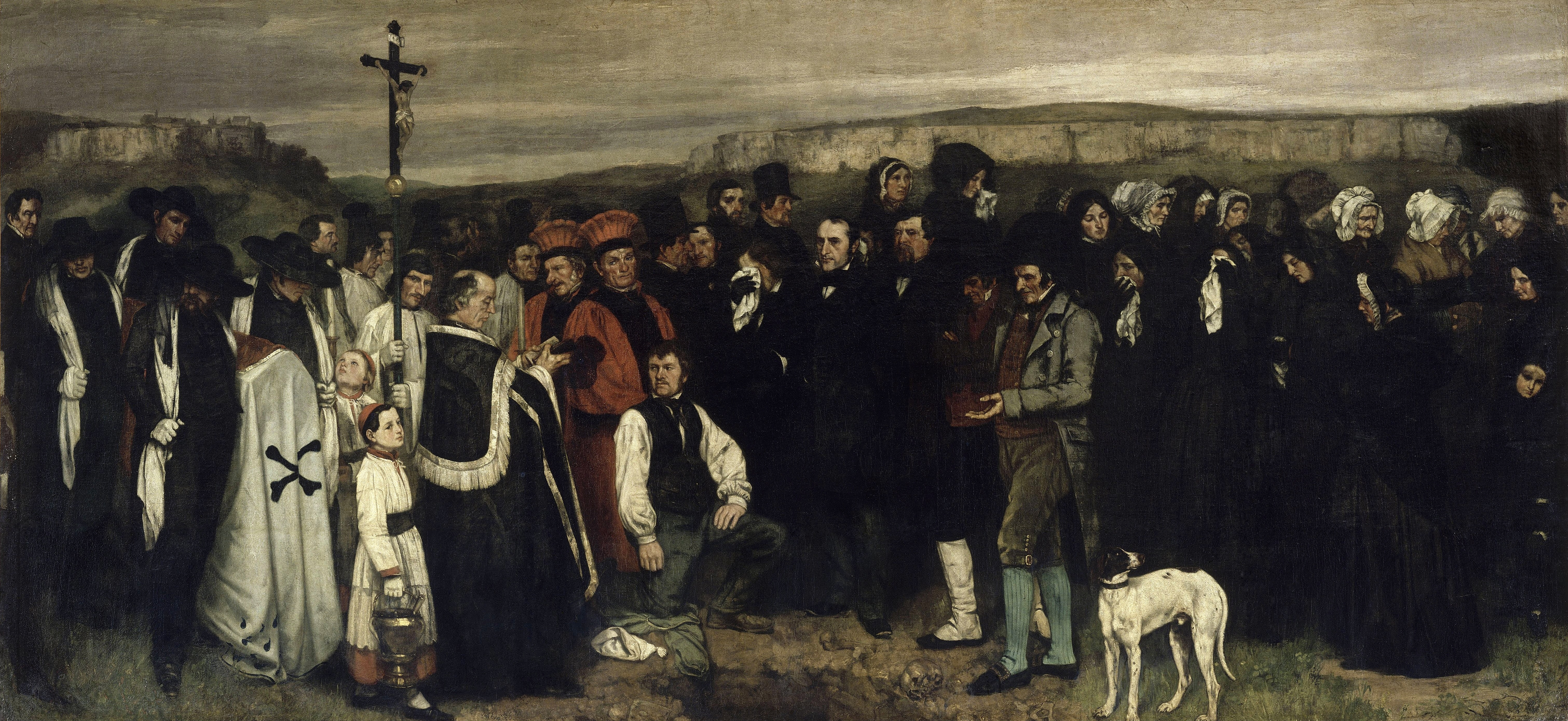
Gustave Courbet, Um enterro em Ornans, 1849
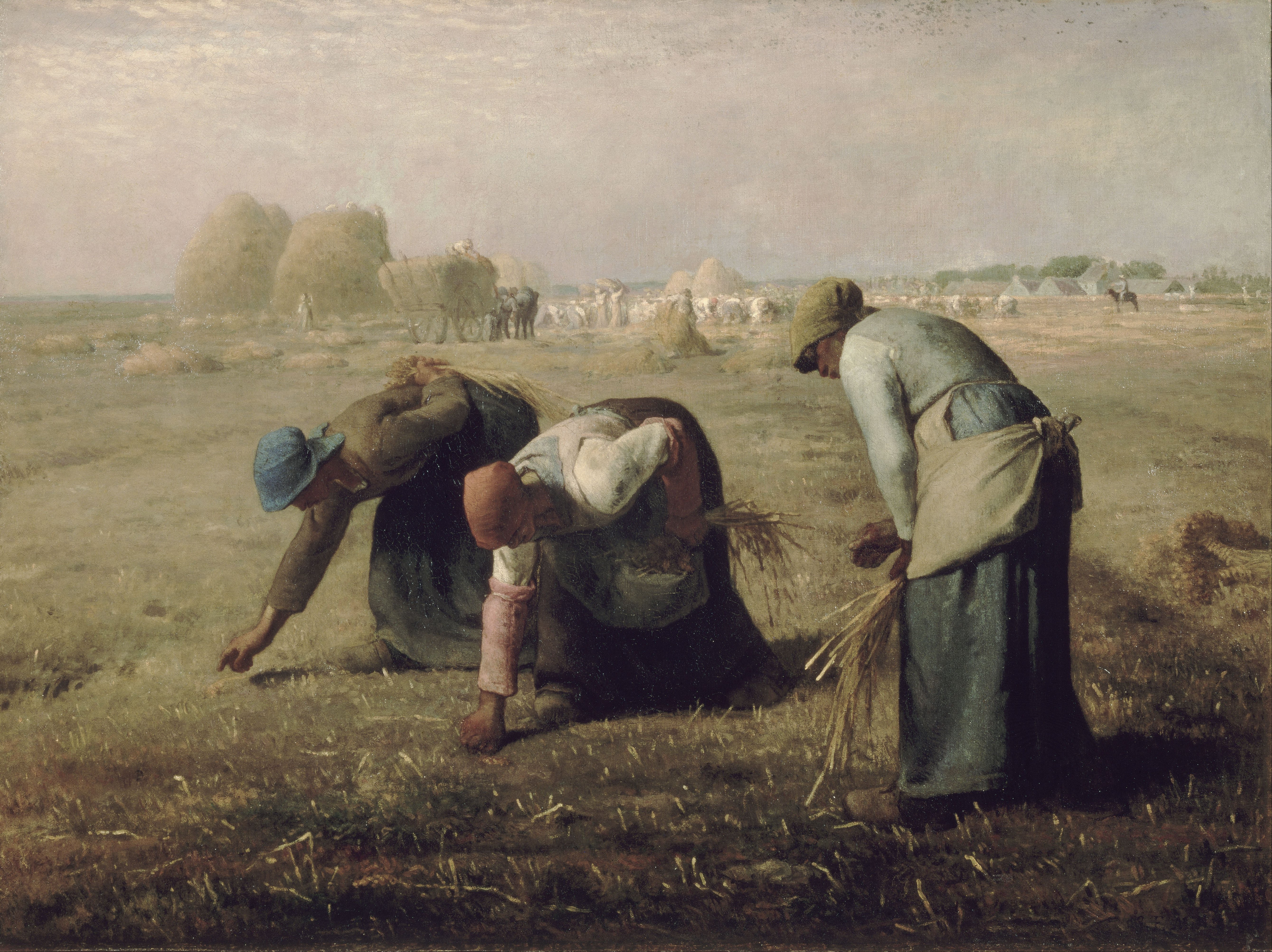
Jean-François Millet, Os respigadores, 1857
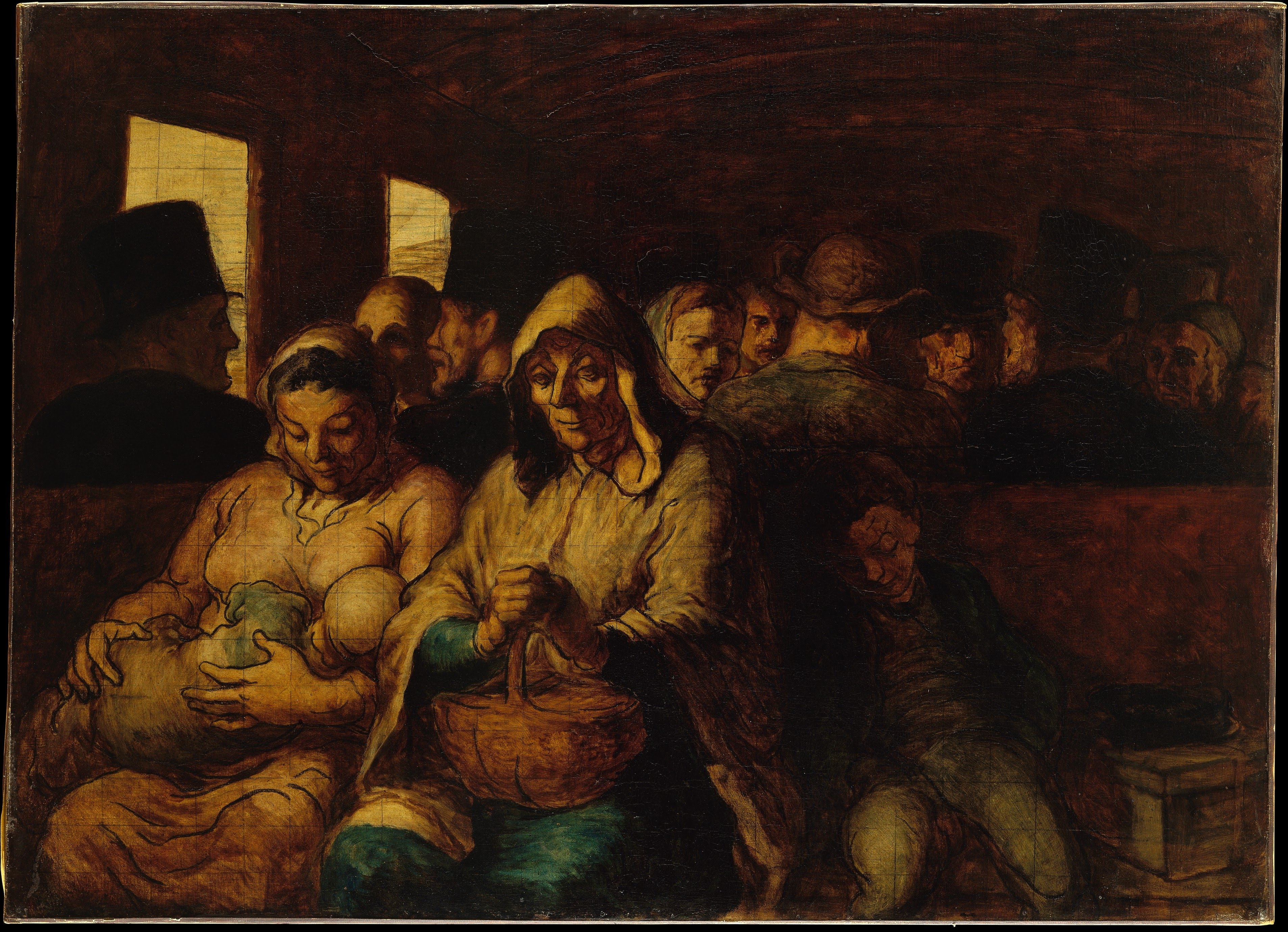
Honoré Daumier, A carruagem de terceira classe, 1862–1864
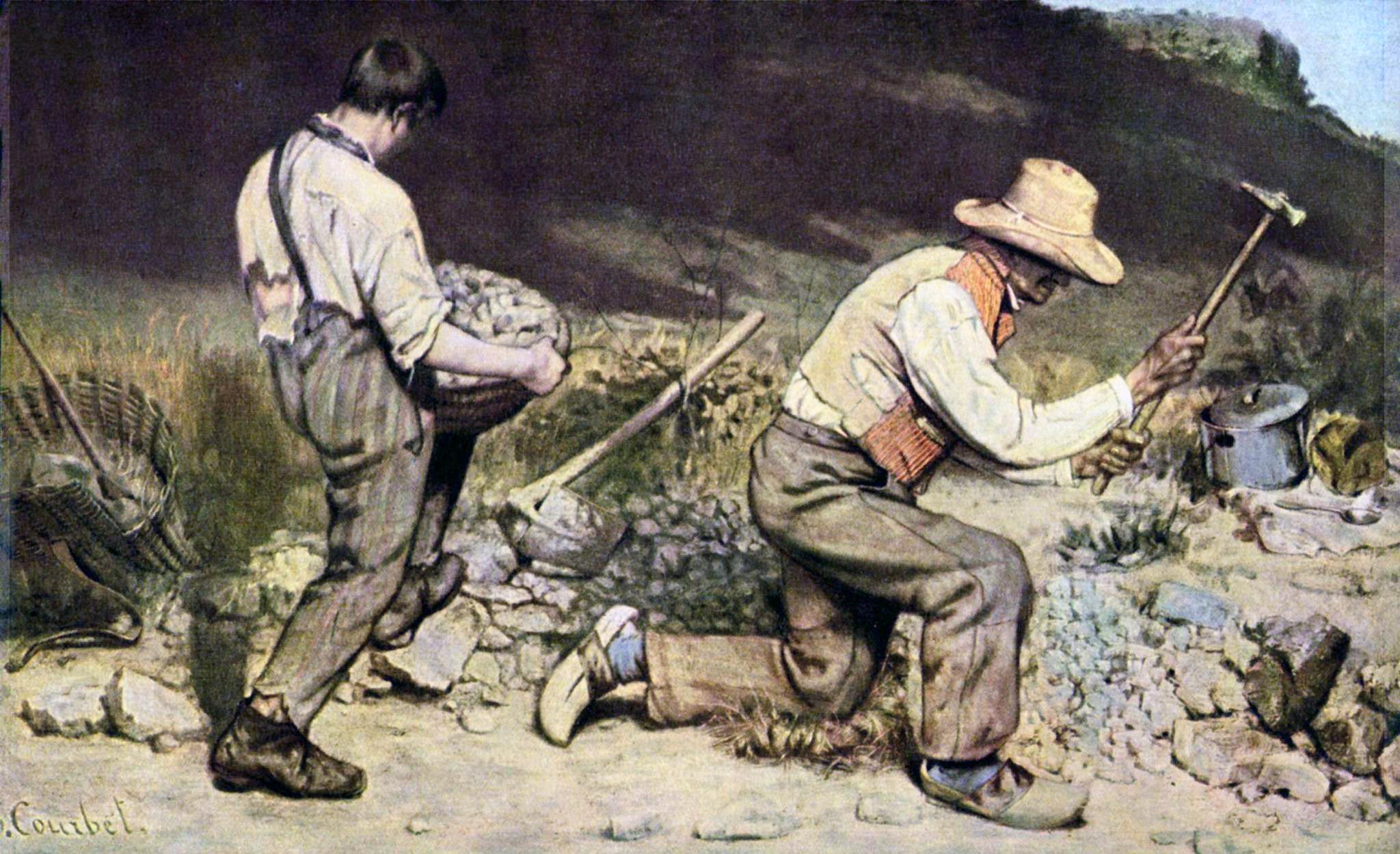
Gustave Courbet, Os quebradores de pedras, 1849
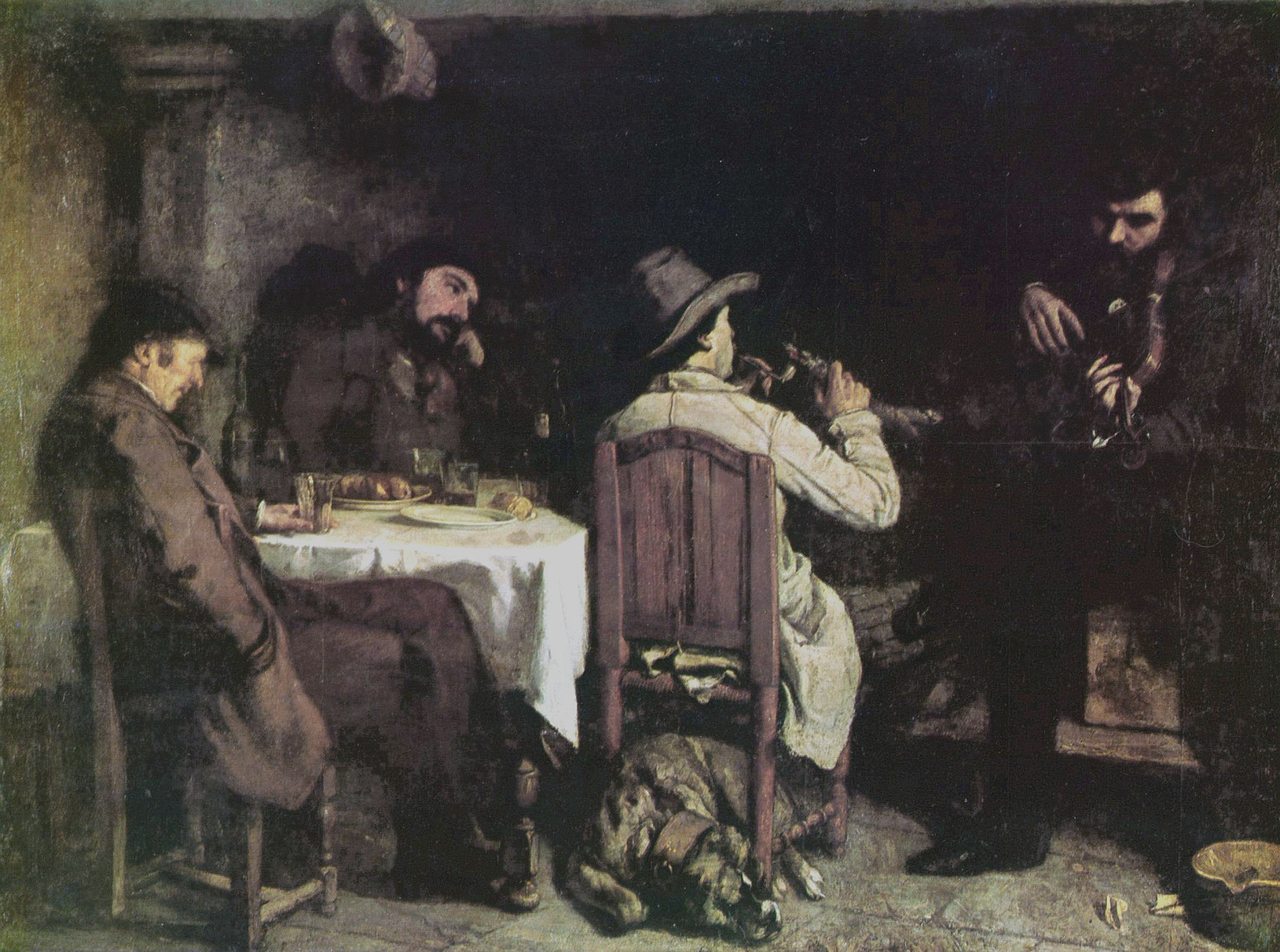
Gustave Courbet, Depois do jantar em Ornans, 1849
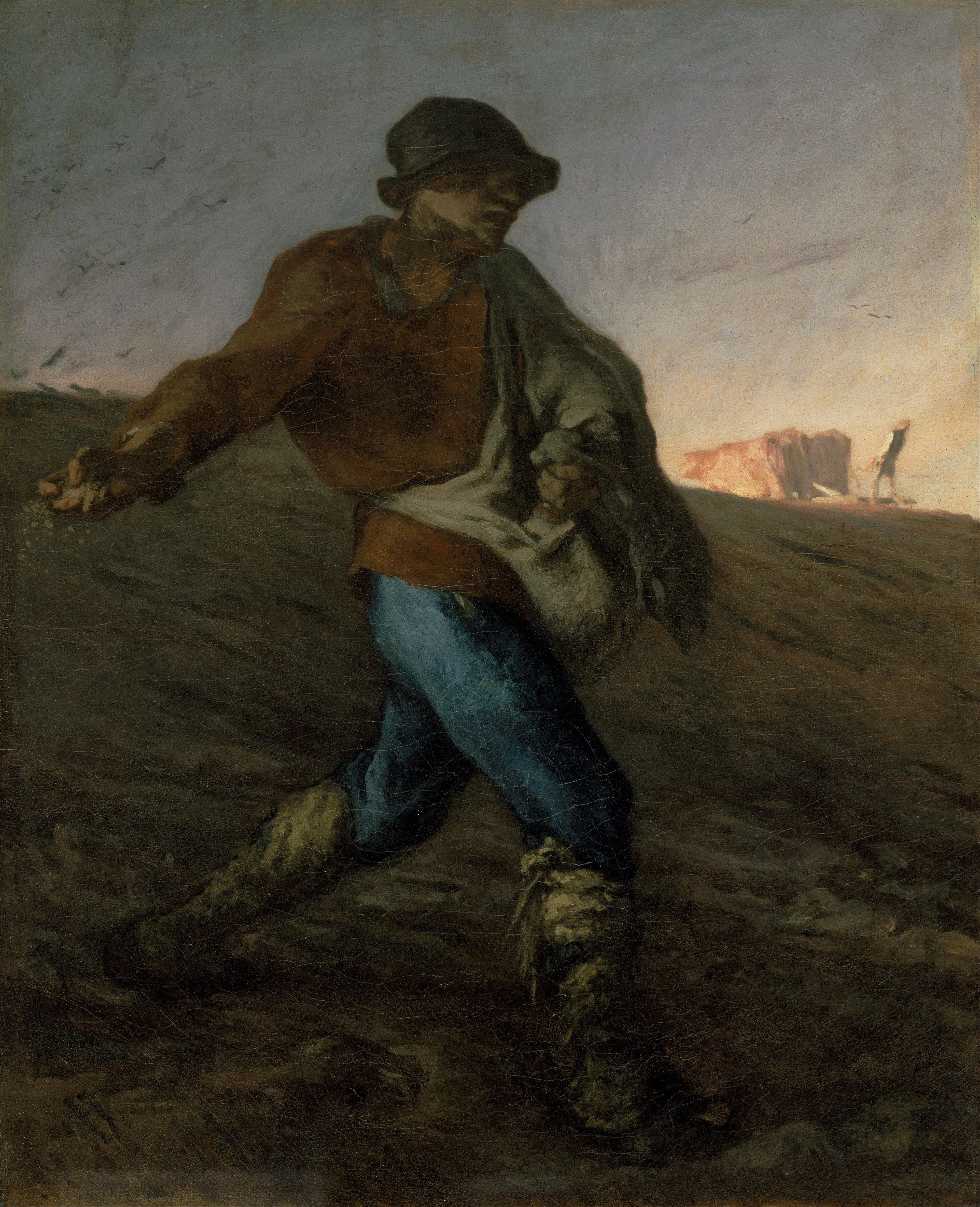
Jean-François Millet, O Semeador, 1850
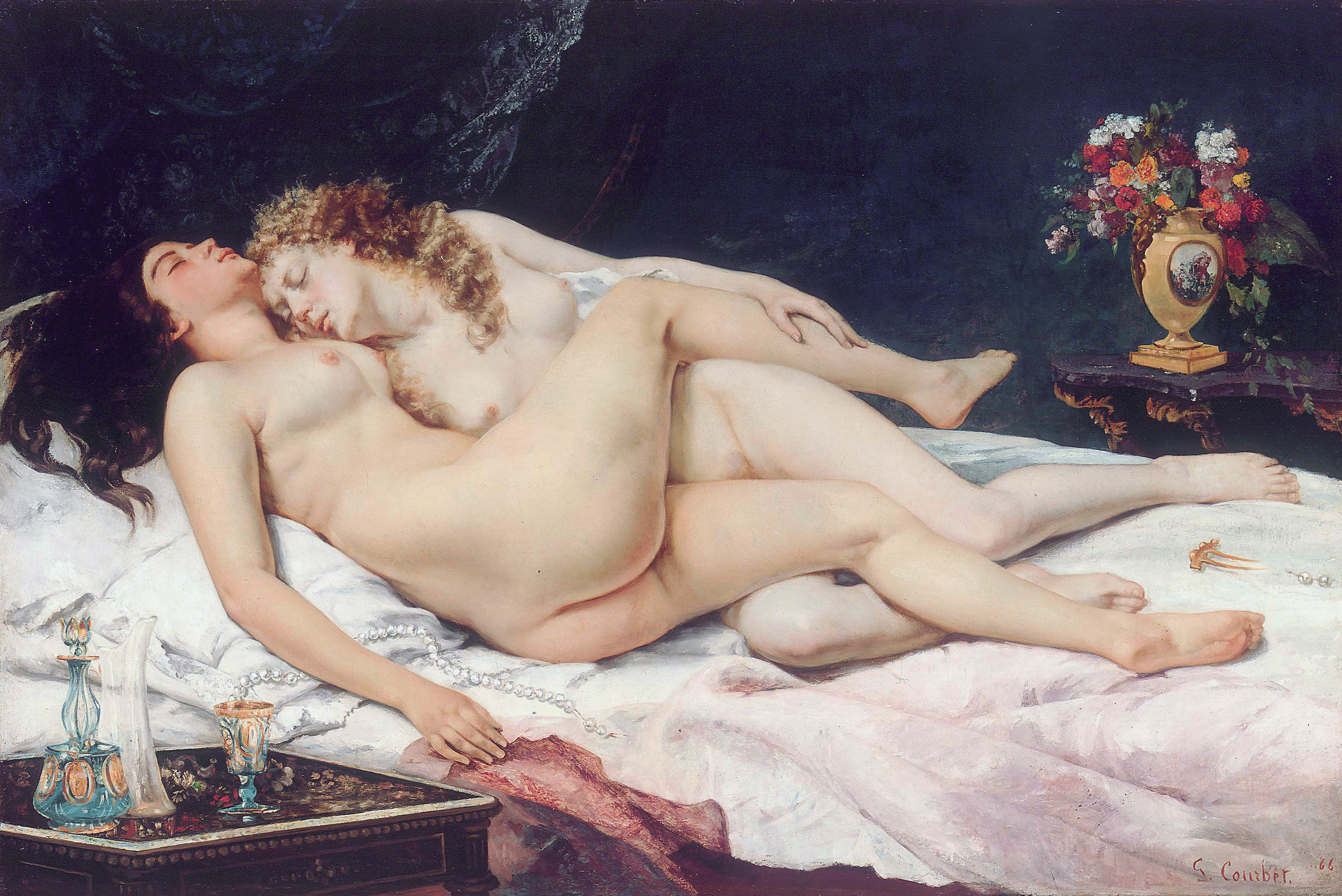
Gustave Courbet, Le Sommeil (Sono), 1866, Petit Palais, Musée des Beaux-Arts de la Ville de Paris
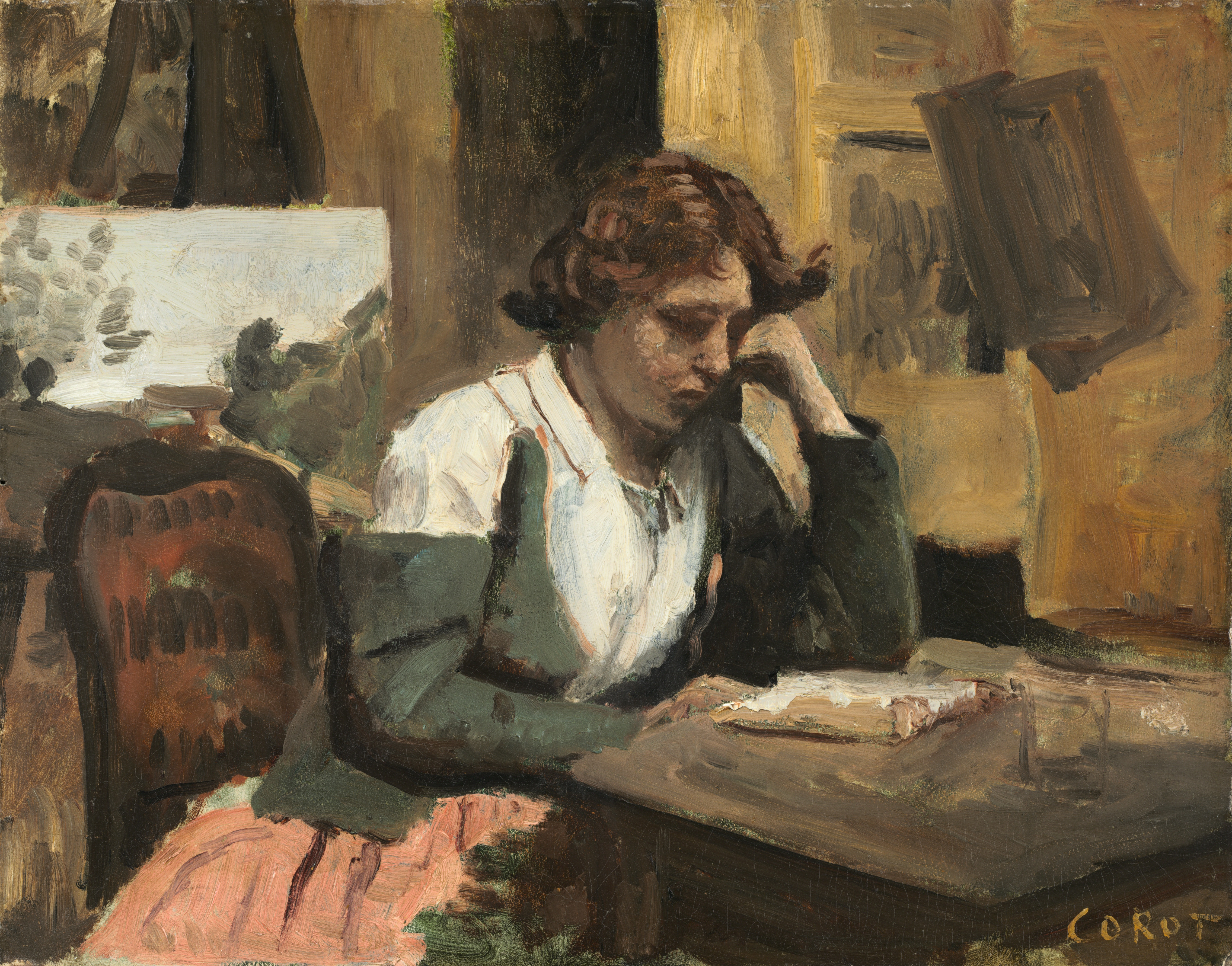
Jean-Baptiste-Camille Corot, Leitura de menina, 1868, National Gallery of Art
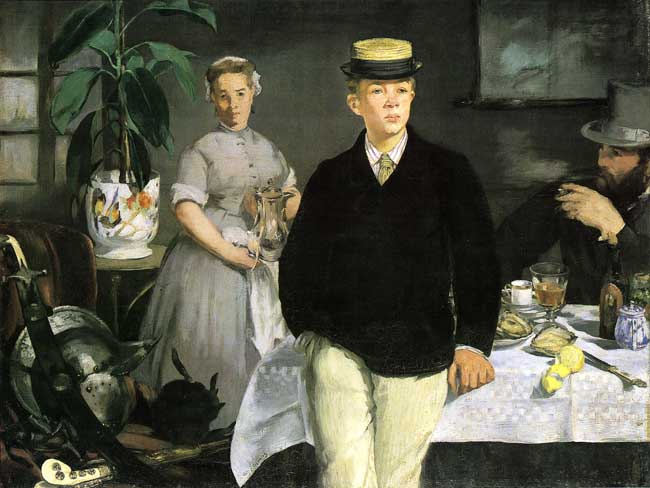
Édouard Manet, Café da manhã no estúdio (a jaqueta preta), New Pinakothek, Munique, Alemanha, 1868
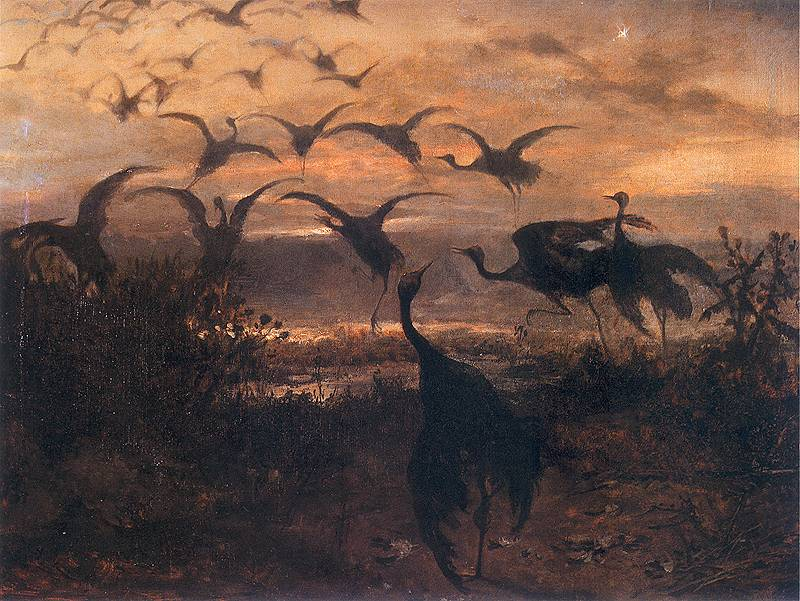
Partindo de guindastes, Polônia, por Józef Chełmoński, Museu Nacional de Cracóvia, 1871
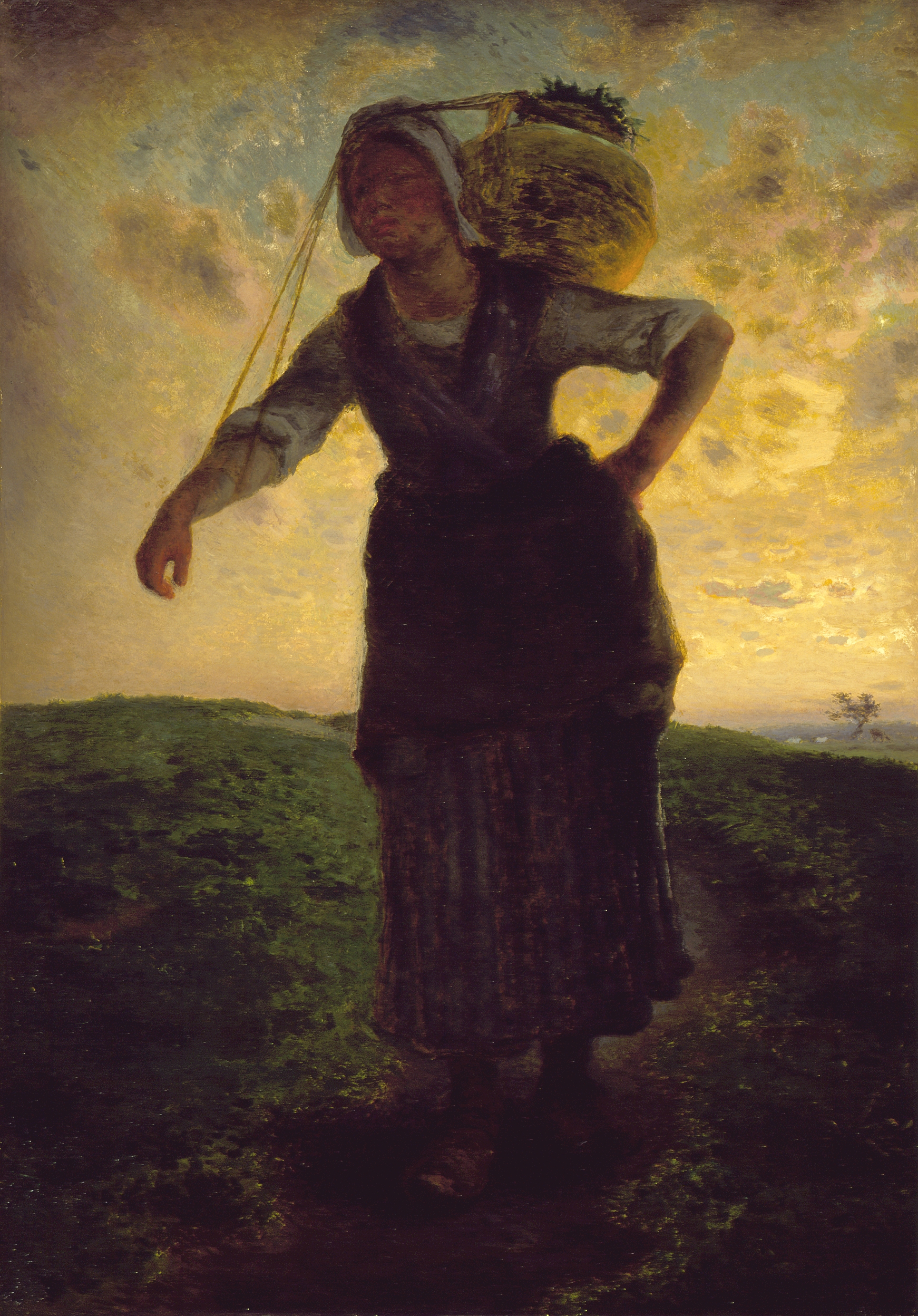
Jean-François Millet, Uma leiteira normanda em Gréville, 1871
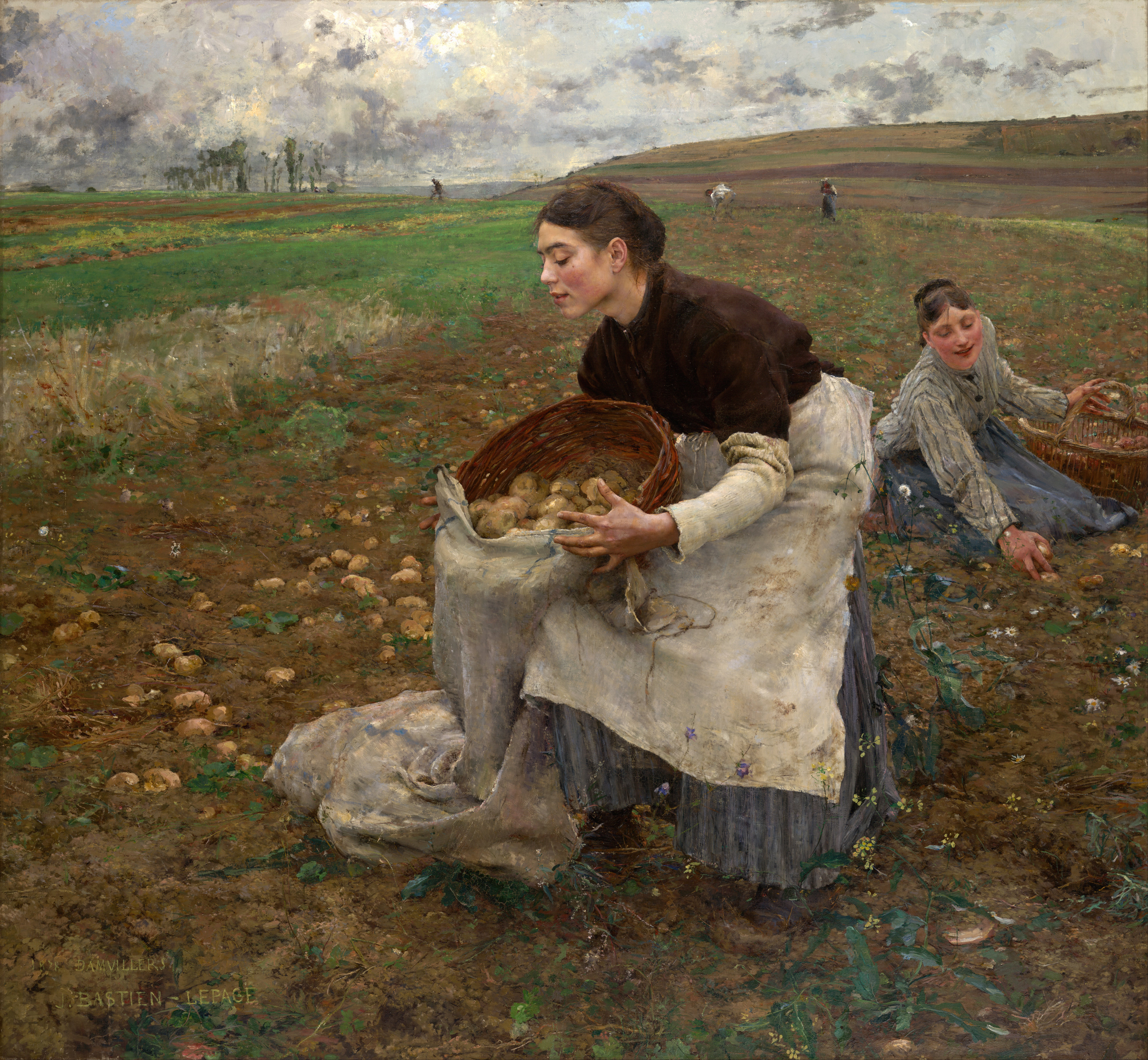
Jules Bastien-Lepage, outubro de 1878, National Gallery of Victoria
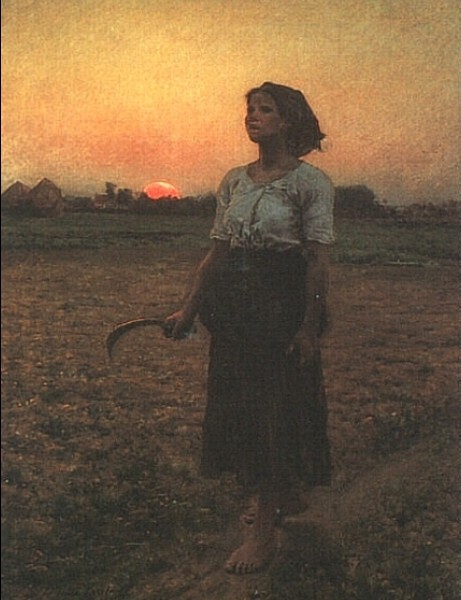
Jules Breton, A Canção da Cotovia, 1884
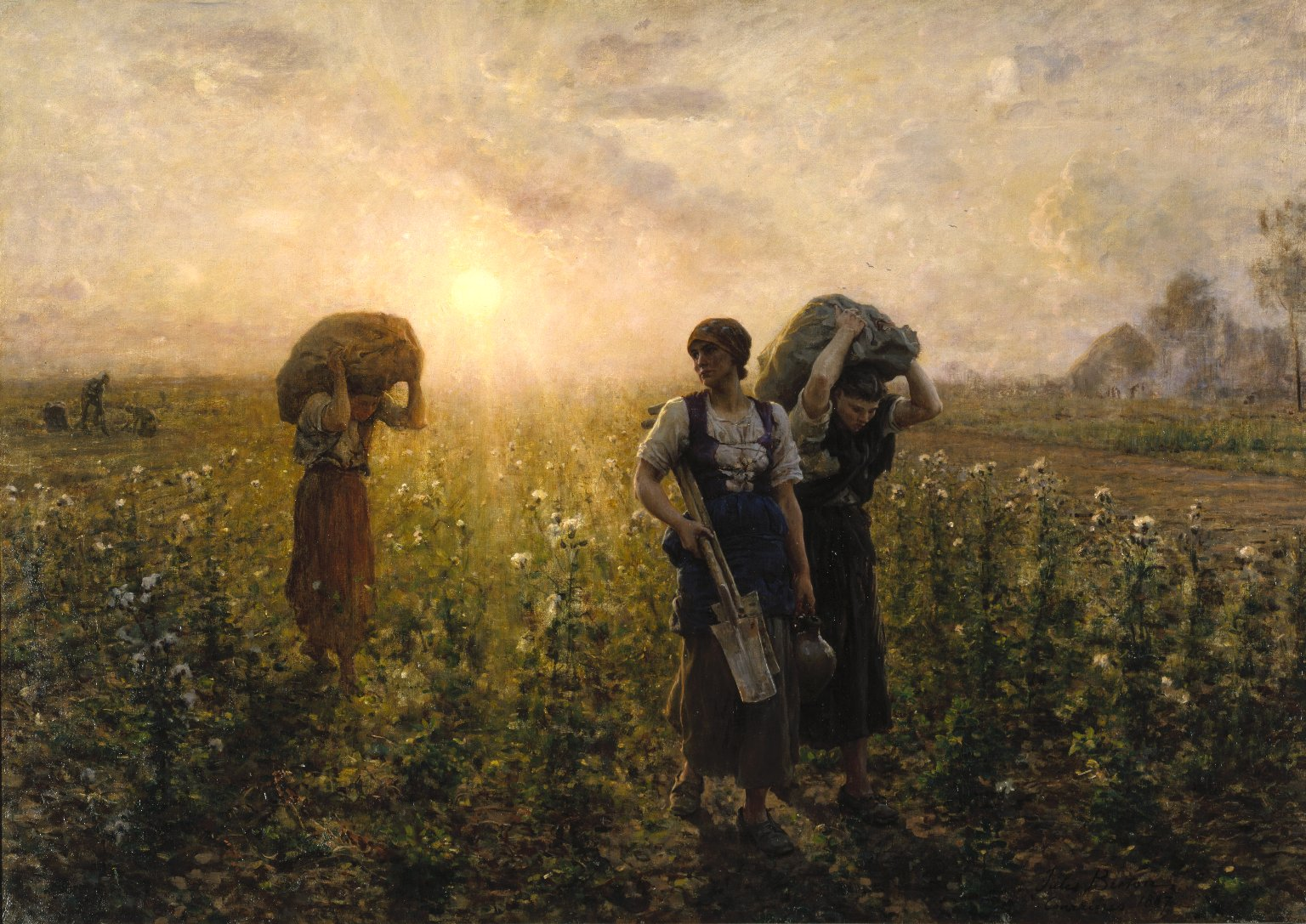
Jules Breton, O fim do dia de trabalho, 1886-87

## Além da França

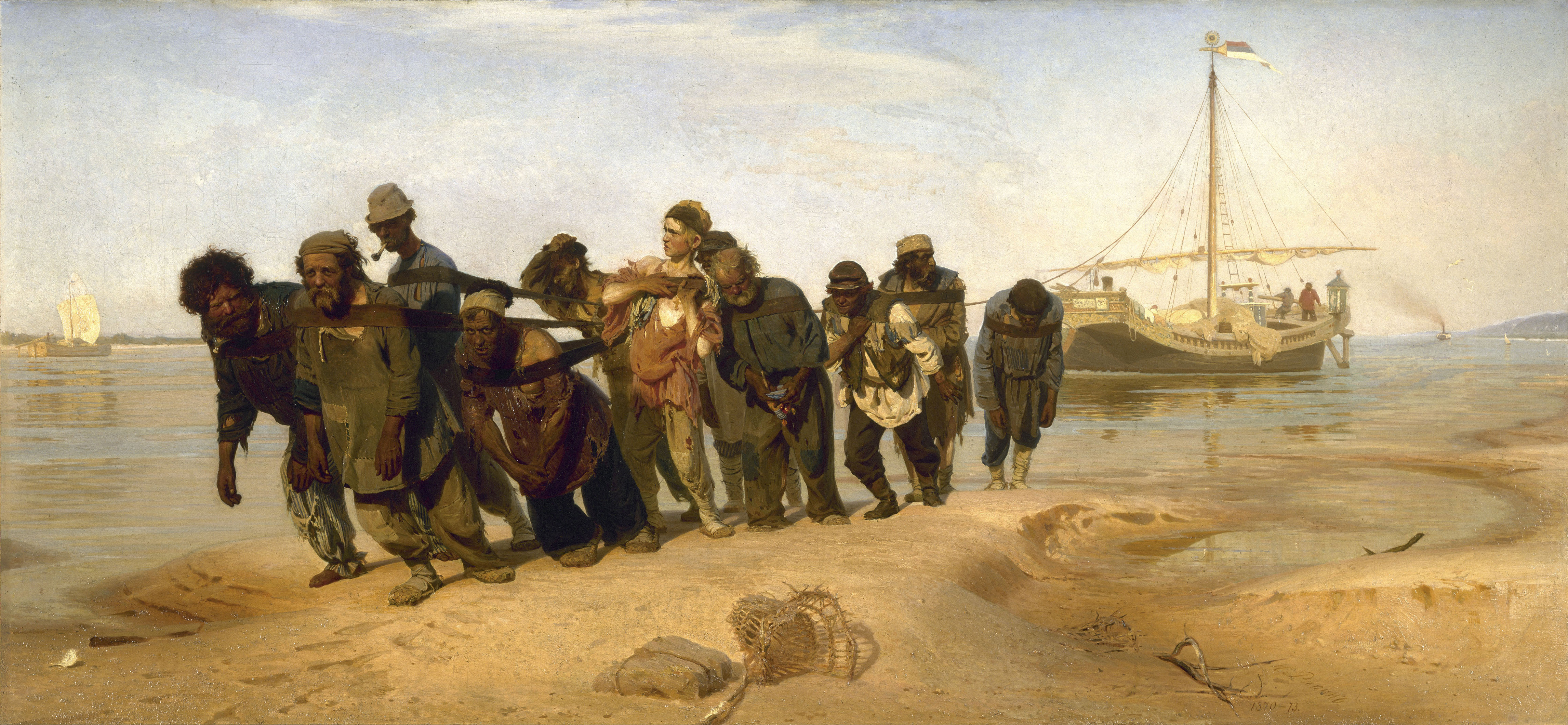
Ilya Repin, Transportadores de barcaças no Volga, 1870–73

O movimento realista francês teve equivalentes estilísticos e ideológicos em todos os outros países ocidentais, desenvolvendo-se um pouco mais tarde. O movimento realista na França foi caracterizado por um espírito de rebelião contra o poderoso apoio oficial à pintura histórica. Em países onde o apoio institucional à pintura histórica era menos dominante, a transição das tradições existentes da pintura de gênero para o realismo não apresentou tal cisma.  Um importante movimento realista além da França foi o grupo Peredvizhniki ou Wanderers na Rússia, que se formou na década de 1860 e organizou exposições a partir de 1871, incluindo muitos realistas, como o artista de gênero Vasily Perov, os paisagistas Ivan Shishkin, Alexei Savrasov e Arkhip Kuindzhi, o retratista Ivan Kramskoy, o artista de guerra Vasily Vereshchagin, o artista histórico Vasily Surikov e, especialmente, Ilya Repin, que é considerado por muitos como o artista russo mais renomado do século 19.
A influência de Courbet foi sentida mais fortemente na Alemanha, onde realistas proeminentes incluíam Adolph Menzel, Wilhelm Leibl, Wilhelm Trübner e Max Liebermann. Leibl e vários outros jovens pintores alemães conheceram Courbet em 1869, quando ele visitou Munique para expor suas obras e demonstrar sua maneira de pintar a partir da natureza.  Na Itália, os artistas do grupo Macchiaioli pintaram cenas realistas da vida rural e urbana. A Escola de Haia era realista na Holanda, cujo estilo e assunto influenciaram fortemente os primeiros trabalhos de Vincent van Gogh. Na Grã-Bretanha, artistas como o americano James Abbott, McNeill Whistler, bem como os artistas ingleses Ford Madox Brown, Hubert von Herkomer e Luke Fildes, tiveram grande sucesso com pinturas realistas que lidam com questões sociais e representações do mundo "real".
Nos Estados Unidos, Winslow Homer e Thomas Eakins foram importantes realistas e precursores da Ashcan School, um movimento artístico do início do século 20 em grande parte baseado na cidade de Nova York. A Escola Ashcan incluiu artistas como George Bellows e Robert Henri, e ajudou a definir o realismo americano em sua tendência de retratar a vida cotidiana dos membros mais pobres da sociedade.
Mais tarde, na América, o termo realismo assumiu várias novas definições e adaptações quando o movimento atingiu os EUA. O surrealismo e o realismo mágico se desenvolveram a partir do movimento realista francês na década de 1930 e, na década de 1950, o novo realismo se desenvolveu. Esse submovimento considerava a arte como uma coisa em si mesma oposta às representações do mundo real. Na América moderna, a arte do realismo é geralmente considerada como qualquer coisa que não se enquadre na arte abstrata, incluindo, portanto, principalmente a arte que retrata realidades.

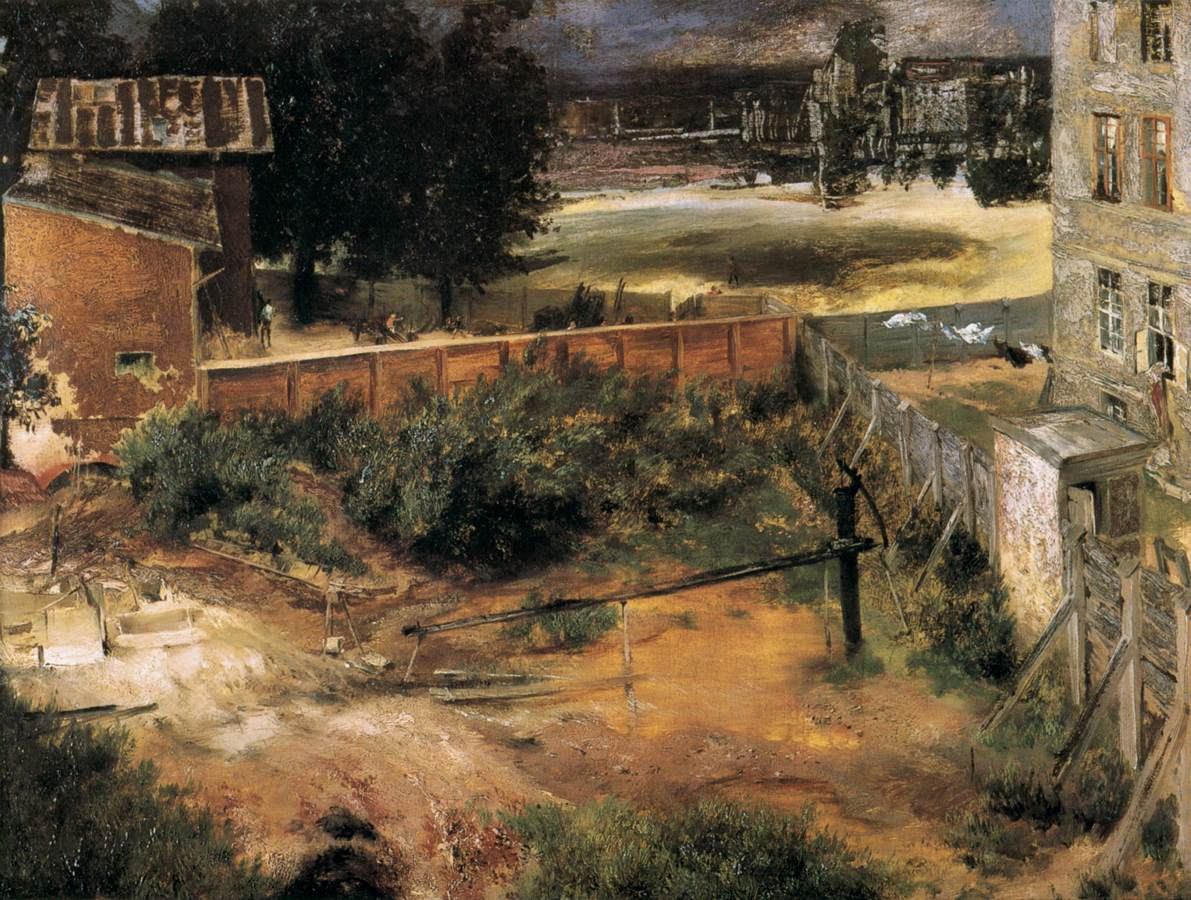
Adolph Menzel, Fundos da Casa e Quintal, ca. 1846
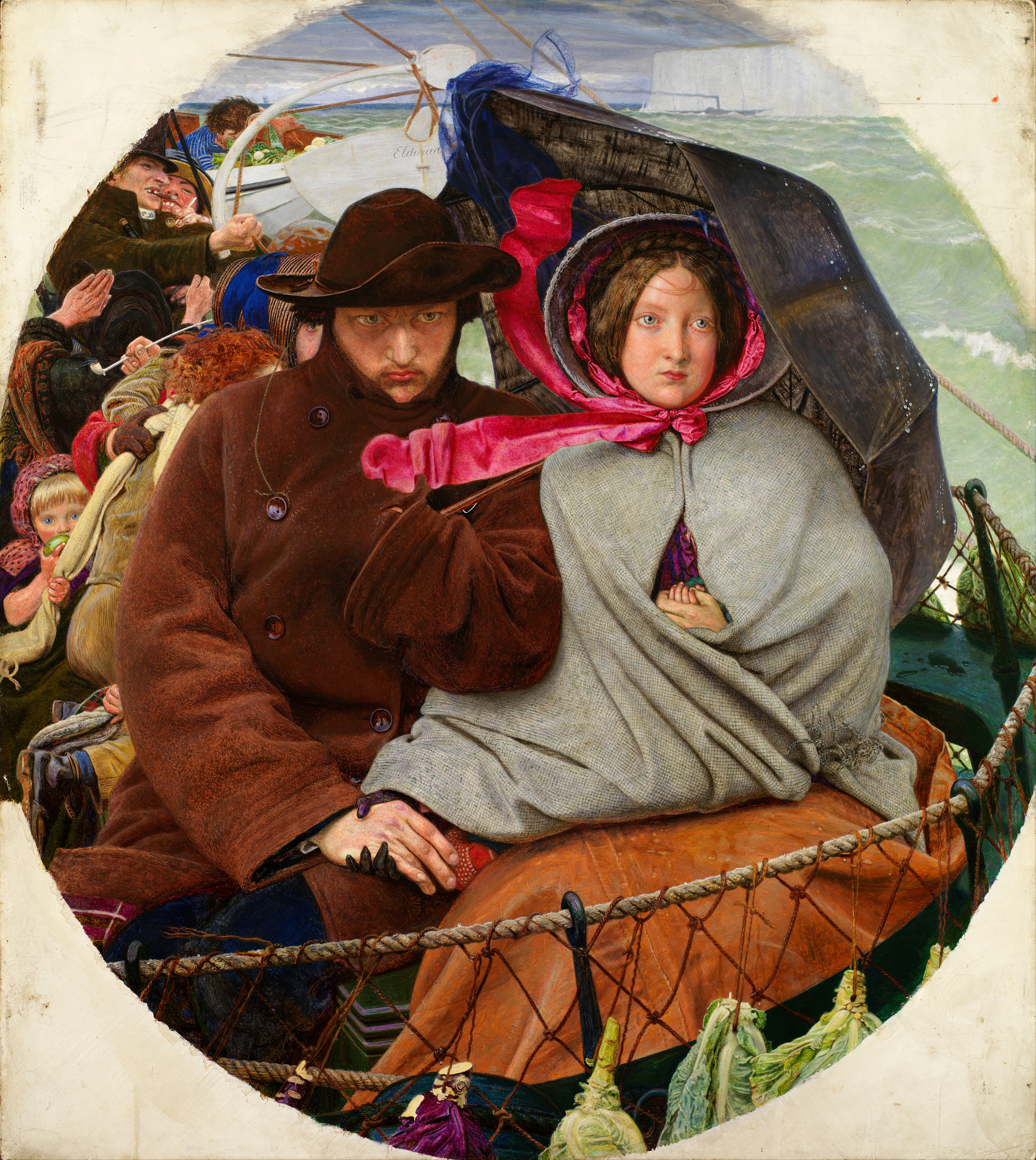
Ford Madox Brown, O Último da Inglaterra, 1852–1855
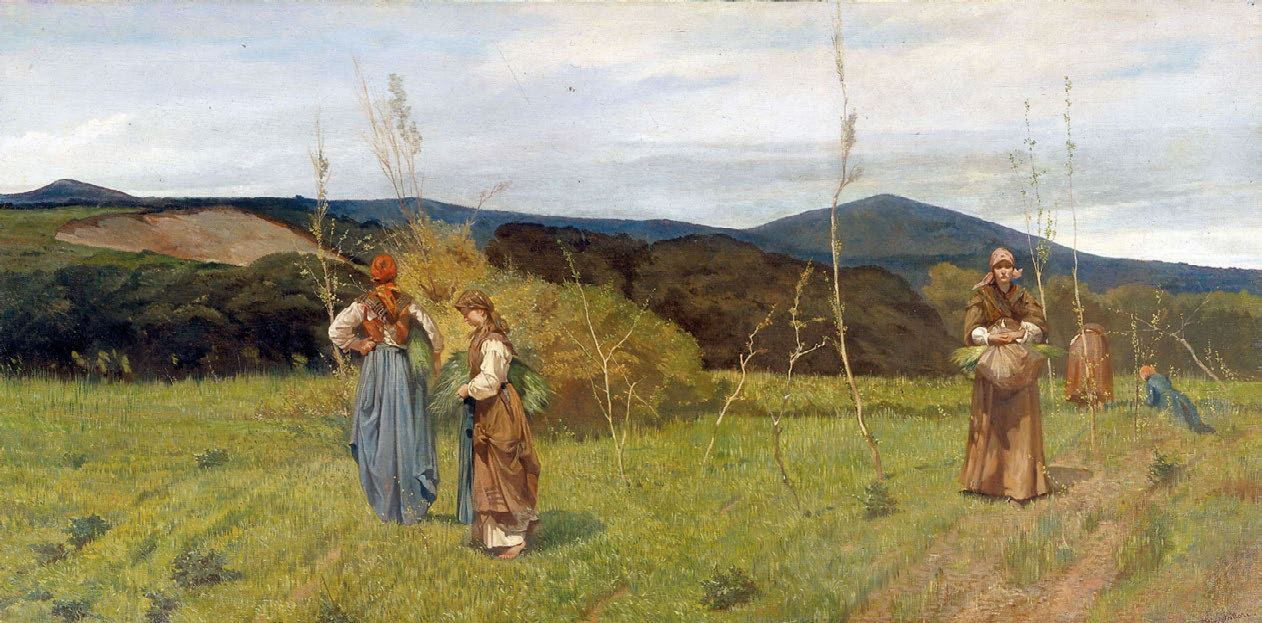
Giovanni Fattori, Três camponeses em um campo, 1866-67
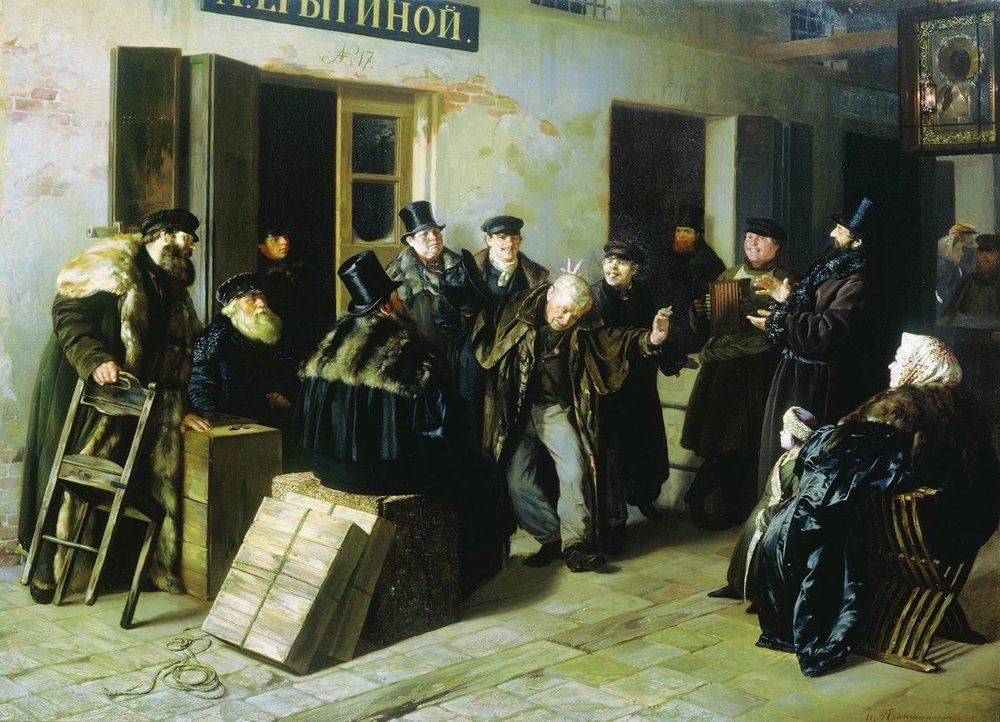
Illarion Pryanishnikov, Coringas. Gostiny Dvor em Moscou, 1865
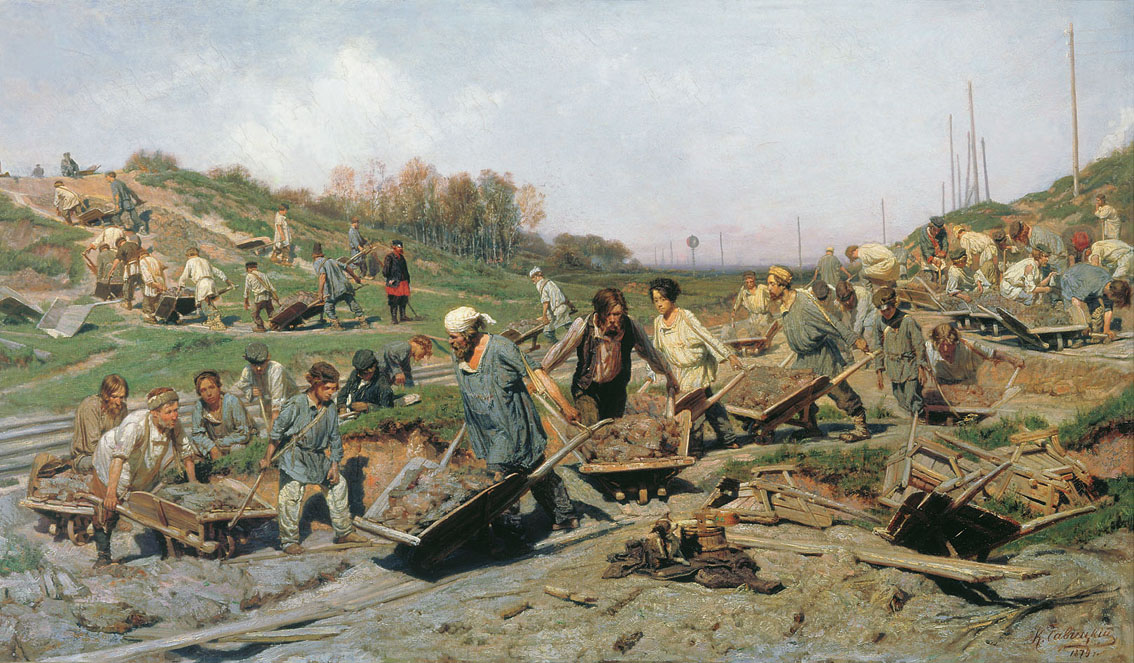
Konstantin Savitsky, Reparando a ferrovia, 1874
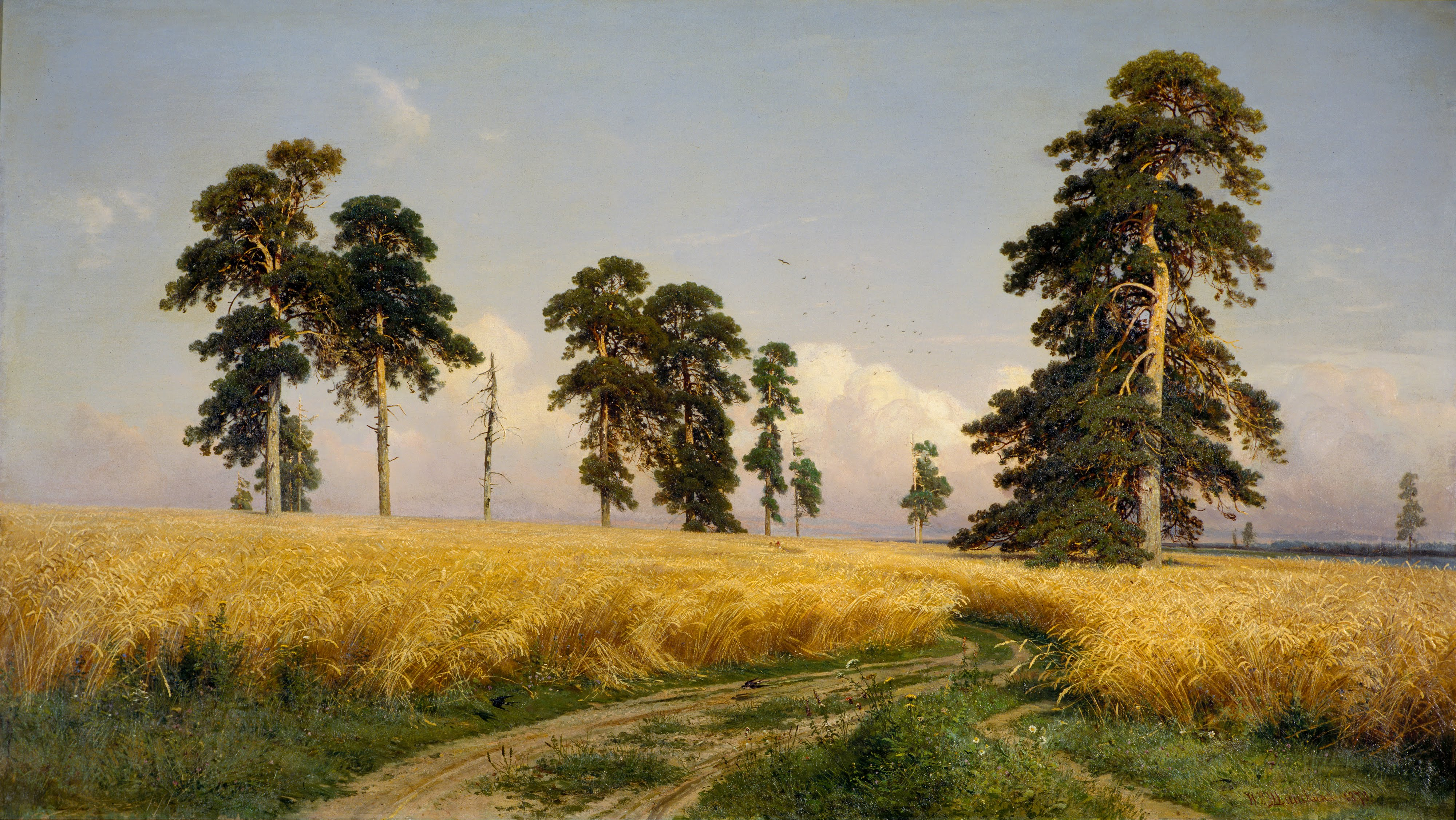
Ivan Shishkin, Um campo de centeio, 1878
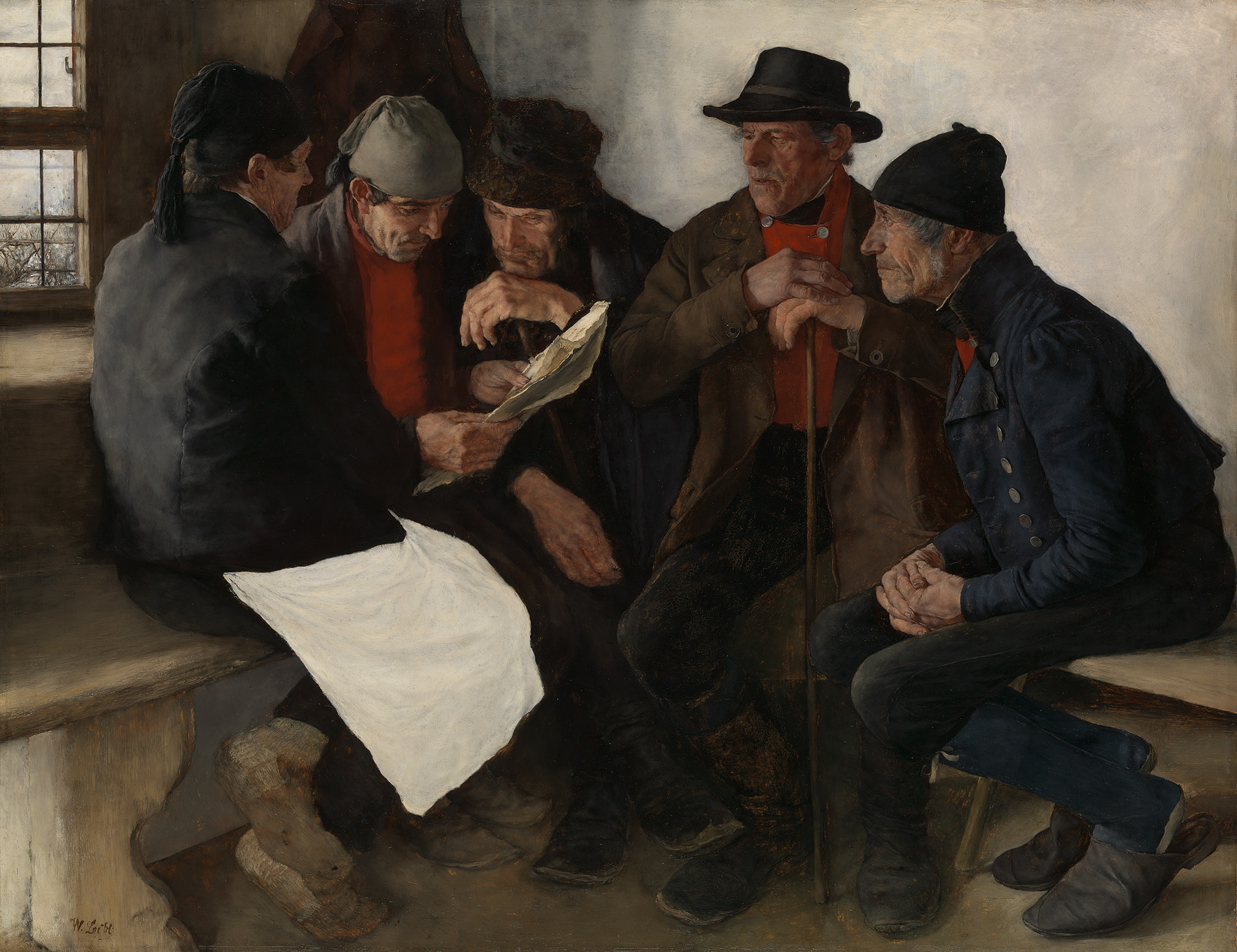
Wilhelm Leibl, Os políticos da aldeia, 1877
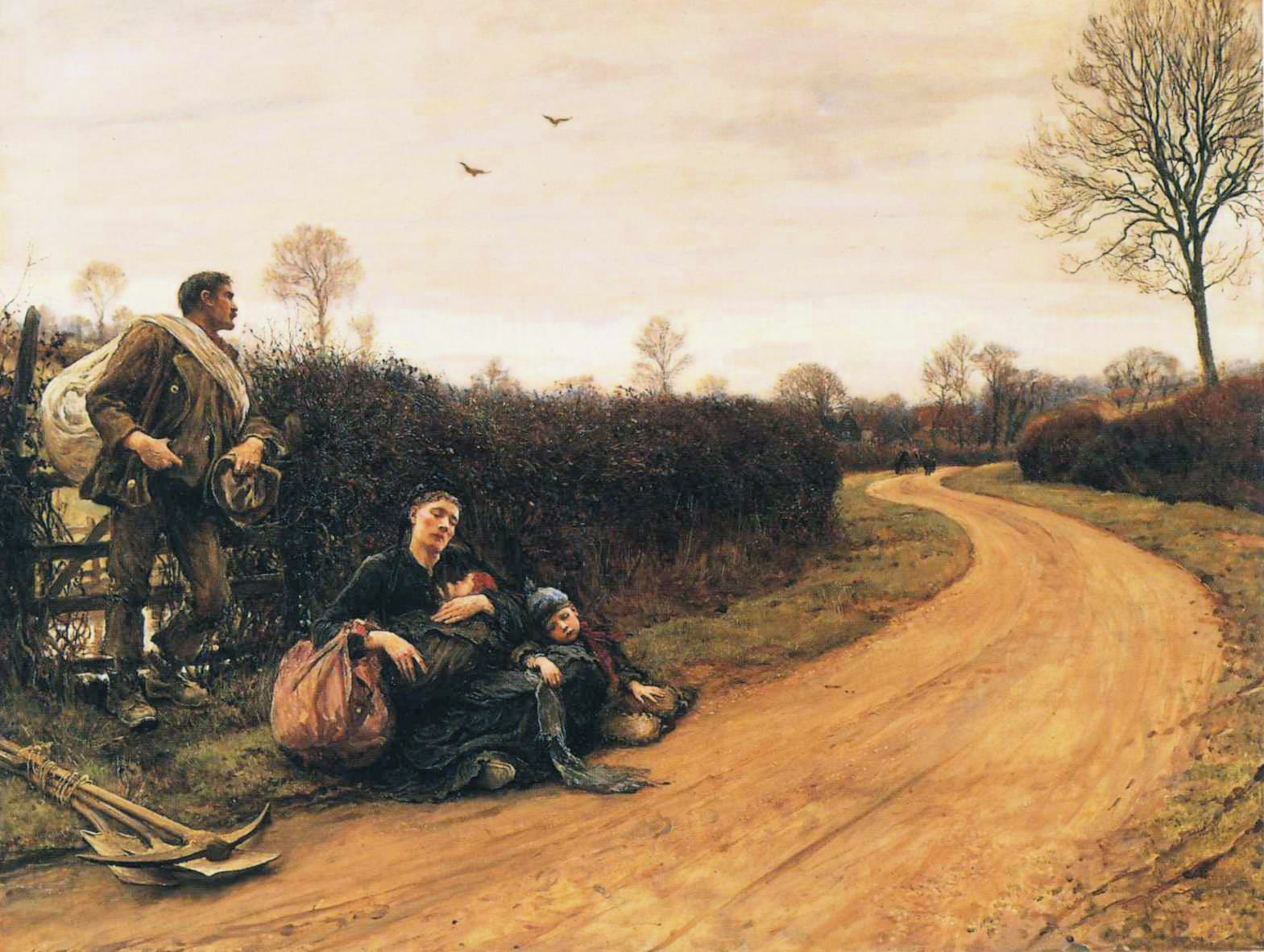
Hubert von Herkomer, Tempos Difíceis, 1885
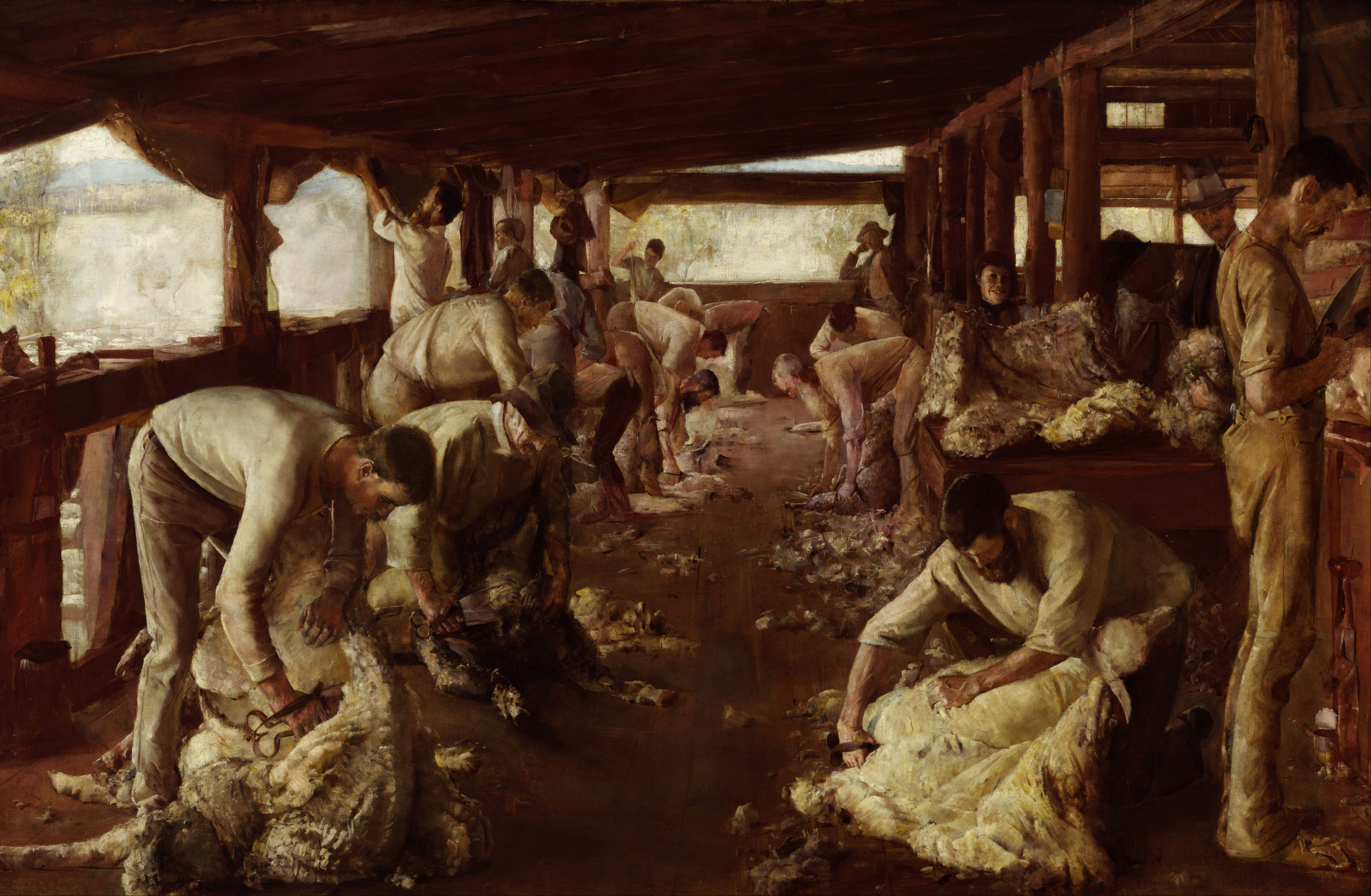
Tom Roberts, O Velocino de Ouro, 1894
Robert Henri, Neve em Nova York, 1902, National Gallery of Art, Washington D.C.
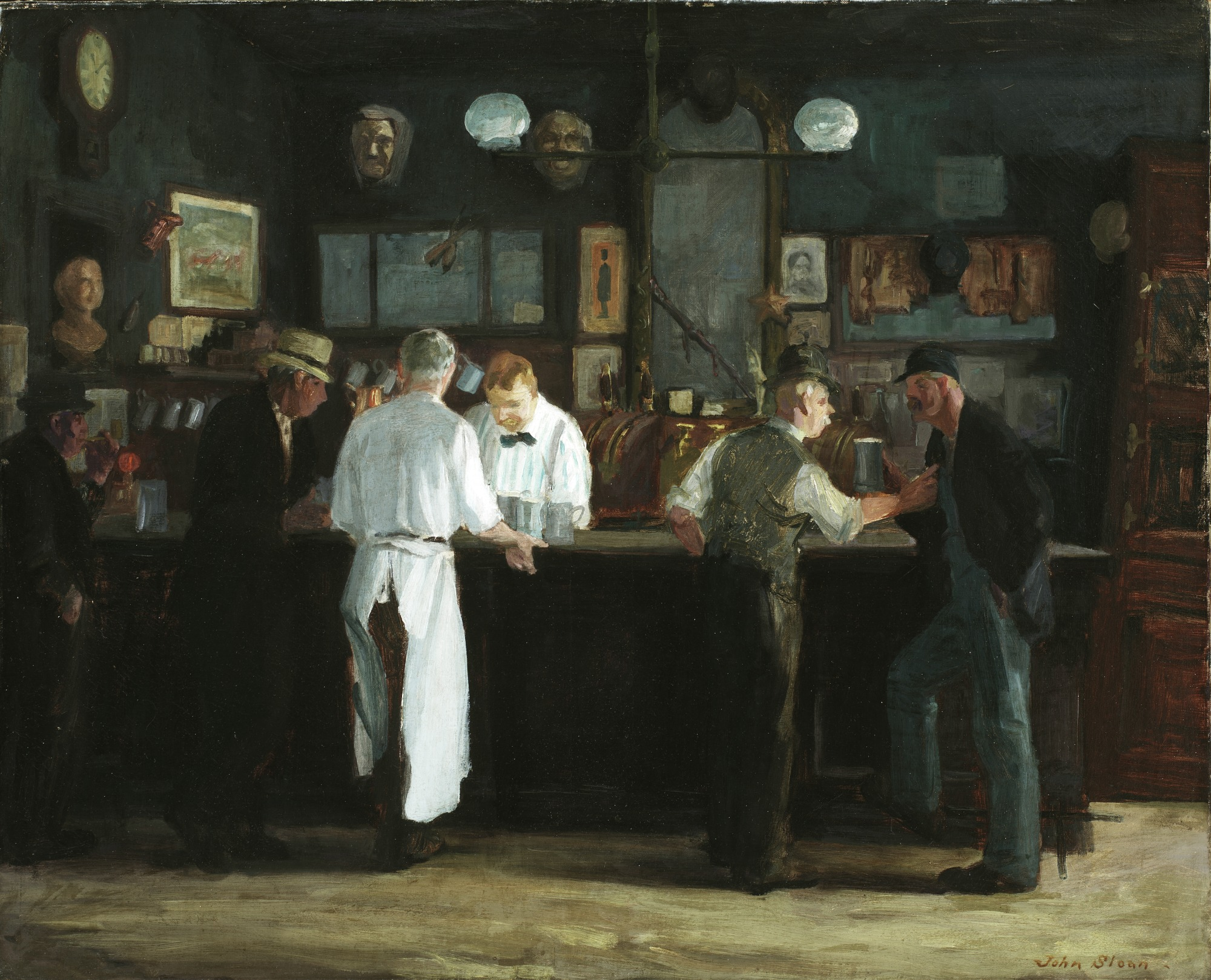
John French Sloan, McSorley's Bar, 1912, Detroit Institute of Arts